# Enzai
Enzai (冤罪?), in inglese tradotto col titolo di Falsely Accused è originariamente un videogame eroge di genere yaoi (tendente all'hentai) sviluppato dalla giapponese Langmaor, da cui è poi stato anche tratto un Anime OAV di due episodi nel 2004.

## Trama
La storia è ambientata agli inizi del XIX secolo nella Francia post-rivoluzionaria.
Il protagonista è Guys, un giovanetto di famiglia povera, che viene arrestato dalle guardie per aver rubato delle caramelle in un negozio di Parigi: tuttavia, dopo esser stato ripetutamente interrogato da un detective, il ragazzo si ritrova accusato e condannato all'ergastolo per l'omicidio di un uomo che lui giura di non aver mai conosciuto né incontrato.
Da quel momento in poi, la maggior parte di Enzai si svolge all'interno di una prigione buia e claustrofobica. Lì vivono ammassati ragazzi oramai abituati alle esperienze umilianti e torture di ogni genere a cui vengono in continuazione sottoposti: molti di loro sono anche coinvolti in atti sessuali estremi come stupro e sodomia.
Obiettivo primario del videogioco per il giocatore è di individuare prove e testimoni che possano scagionare il protagonista dal delitto di cui è accusato, svelando al contempo il vero assassino per poter così uscir di prigione. Obiettivi secondari sono invece quelli di comprendere le motivazioni del vero killer, scoprire i retroscena del delitto e nel contempo mantenere Guy sia fisicamente che psicologicamente incolume; ed infine cercare di formare i solidi legami romantici con gli altri prigionieri.
Il videogioco è diventato popolare soprattutto a causa della sua atmosfera, insolitamente cupa e contorta, oltre che per la trama avvincente. È stato il primo videogioco dedicato soprattutto ad un pubblico giovanile e femminile dai contenuti sia cruenti, sia amorosi: nello svolgimento del gioco, sono infatti presenti sia scene di violenza, stupri e vessazioni fisiche e psicologiche, sia scene standard più romantiche.
Una delle qualità principali di questo gioco sono i dettagli specifici di cui vengono forniti i vari caratteri individuali e le situazioni; gli autori fanno trasparire un'atmosfera di autentica disperazione. Altra originale caratteristica di questa produzione sono poi i particolari profili psicologici (variamente "disturbati") da cui sono più o meno gravemente afflitti tutti i personaggi; la stessa vera e propria follia di alcuni di essi è dovuta ai lunghi periodi d'isolamento trascorsi in cella. Tra i prigionieri vi sono infine anche alcuni sadici che praticano il bondage e voyeur.
L'ambientazione generale è molto teutonica, con immagini di autori tedeschi, il titolo stesso è scritto in tedesco (Eine Falsche Beschuldigung) e così sono tutti i titoli della musica di sottofondo, anche se come detto la storia si svolge nella Francia di Napoleone.

## Personaggi
Tranne poche eccezioni i personaggi sono tutti compagni di cella, guardie carcerarie o altri funzionari di polizia. Quasi tutti si può dire abbiano più o meno gravi problemi mentali o altri gravi disturbi di personalità. In varie scene in cui li vedono sessualmente coinvolti, i ragazzi mostrano forti segni di masochismo attraverso il quale, non importa quanto dolorosa e degradante sia l'esperienza, tendono sempre a raggiungere l'orgasmo.
All'inizio della storia molti ragazzi affermano con decisione di essere eterosessuali, ma dopo aver avuto un contatto intimo (o esser stati violentati) da un qualche altro personaggio maschile, si eccitano in una maniera esagerata, cosa questa che almeno durante la prima parte della storia, causa in loro un notevole imbarazzo. Guys viene sottomesso a praticamente tutti i desideri dei potenziali partner maschili che incontra; le uniche eccezioni sono Vallewida e Io. L'unico personaggio con cui Guys può avere un equilibrato rapporto sessuale risulta esser Shion.
In caso di successo nel gioco il personaggio scopre il fatto che quasi tutti i prigionieri sono in un qualche modo connessi ad un'ampia cospirazione, e sono stati arrestati e gettati in prigione in apparenza per esser messi a tacere.

### Guys
È un ragazzo condannato per un omicidio che non ha commesso, come parte d'una cospirazione di cui non sa ancora nulla. All'inizio viene descritto come un ragazzetto di strada e parte d'una banda che costantemente commette piccoli crimini come i furti nei negozi. Mentre si trova all'interno della prigione viene spesso violentato, sia dalle guardie che dai compagni di cella.

### Guildias
È un detective che arresta Guys accusandolo di omicidio. Lo visita regolarmente in carcere, stuprandolo e torturandolo. Ha incastrato Guys con quella falsa accusa a causa della sua paura rigusrdante il fatto che il ragazzo lo abbia veduto rapire Muca. È inoltre il vero assassino dell'uomo della cui morte Guys è stato accusato.

### Jared
È un investigatore assassinato da Guildas perché stava indagando su un rapimento in cui lui era coinvolto.

### Durer
È un carceriere sadico che regolarmente umilia e violenta i prigionieri, in particolar Vallewida. Suo padre, Bollanet, è un alto ufficiale del governo che lo protegge sempre e comunque.

### Bollanet
È il capo di una cospirazione in grande scala. Come ufficiale dell'esercito ha abusato della sua posizione ordinando l'esecuzione di civili innocenti e ha rubato il grano destinato ai poveri per rivenderlo di contrabbando sul mercato nero.

### Evan
È un prigioniero insolitamente ottimista. Si rivela esser un giornalista di successo che, con l'aiuto d'un amico avvocato
si è esposto facendo ricerche che han dato fastidio a molti sulla corruzione imperante nella Francia post-rivoluzionaria. A differenza di molti altri prigionieri, è stato condannato ad una pena detentiva relativamente leggera. In uno dei finali possibili del gioco lui e Guys divengono amanti.

### Jose
È un giovane uomo violento, è stato imprigionato per aver stuprato una suora. È alla costante ricerca di ragazzi da violentare. È costantemente accompagnato da Io, che lui tratta come uno schiavetto sessuale personale. Anche se analfabeta, conserva gelosamente
il diario di Jared di cui è venuto in possesso, ma è disposto a separarsene a condizione d'esser disponibili a copulare con lui. Questo diario contiene le prove inconfutabili che il vero assassino è Guildas, è pertanto essenziale per provarne la colpevolezza e la conseguente innocenza di Guys.

### Lusca
È un avvocato ingaggiato dalla famiglia di Guys, in prima istanza perché è un alcolizzato e pertanto è risultato esser a buon mercato. La famiglia gli ha consegnato abbastanza soldi per visitar Guys in carcere 12 volte, dopo di che.. non si sentirà più in dovere di continuar ad aiutarlo. Anche se inizialmente sembra esser altamente incompetente, verrà rivelato che una volta egli era molto rispettato per il suo brillante intelletto, almeno fino anche non iniziò a bere. Si saprà anche che una volta era molto amico di Evan e che s'aiutavano a vicenda nelle loro rispettive professioni: i due avevano una relazione affettiva molto stretta, fino a quando Evan l'interruppe per poter così proteggerlo da una qualsiasi associazione con lui e quindi relativo coinvolgimento nella vicenda che lo riguardava. In uno dei finali possibili Guys diverrà il suo assistente ed amante.

### Vallewida
È un ex-soldato. Un personaggio strano che apparentemente ha più d'una personalità e che sembra soffrir di rimorsi, oltre ad esser insolitamente rassegnato alla sua prigionia. Soffre di ricorrenti amnesie, e non ricorda nemmeno più il crimine che l'ha condotto in prigione. Viene regolarmente violentato sia da Durer che da Bollanet. Anche se offre diverse scuse per il suo inusuale comportamento (anche un'immaginaria dipendenza dall'oppio) si scoprirà che durante il servizio militare è stato testimone di varie operazioni di contrabbando effettuate da Bollanet, e dispone di prove che lo
dimostrano.

### Io
È un prigioniero facilmente vittima di bullismo, è il giovane slave della prigione e, come tale, viene continuamente sottoposto ad abusi. Egli segue sempre in tutto e per tutto gli ordini di Jose. Nonostante il suo atteggiamento fondamentalmente passivo, si viene presto a sapere che è un assassino. Evan lo protegge costantemente, trattandolo come un fratellino minore. È infine uno dei pochissimi personaggi che non si trova coinvolto nella cospirazione; le cause che hanno prodotto il suo crimine e carcerazione non vengono mai rivelate.